# Larissa Cieslak
Larissa Freitas Cieslak (ur. 26 października 1987 w Brasílii) – brazylijska pływaczka specjalizująca się głównie w stylu zmiennym oraz wolnym.

## Życiorys
Larissa Cieslak urodziła się 26 października 1987 roku w Brasílii w wydzielonym dla stolicy kraju jednostce administracyjnej w Dystrykcie Federalnym. Swoją karierę jako pływaczka rozpoczęła w wieku 19 lat, kiedy to po raz pierwszy wystąpiła na 8. Igrzyskach Ameryki Południowej w Buenos Aires w Argentynie. W czasie trwania igrzysk Ameryki Południowej zdobyła brązowy medal w pływaniu na 200 metrów stylem zmiennym.
Rok później w lipcu 2007 roku Cieslak pojawiła się na XV. Igrzyskach Panamerykańskich w Rio de Janeiro w Brazylii, zdobywając ósme miejsce w wyścigu na 400 metrów stylem zmiennym.
Trzy lata później w marcu 2010 roku Cieslak wystąpiła na 15. Igrzyskach Ameryki Południowej w Medellín w Kolumbii, zdobywając srebrny medal w wyścigu na 400 metrów stylem zmiennym.
Pięć miesięcy później po występie na Igrzyskach Ameryki Południowej w Medellín, Cieslak wystąpiła na mistrzostwach Pan Pacific Swimming Championships w Irvine w Kalifornii, zdobywając piętnaste miejsce w wyścigu na 400 metrów oraz dwudzieste szóste na 200 metrów stylem zmiennym.
W październiku 2011 roku Cieslak wystąpiła na 16. Igrzyskach Panamerykańskich w Guadalajarze w Meksyku, zdobywając srebrny medal w sztafecie na 4 × 200 metrów stylem wolnym, uczestnicząc w eliminacjach. Została także sklasyfikowana na dwunastym miejscu w pływaniu na 400 metrów oraz trzynastym na 200 metrów stylem zmiennym.